# Glycério Geraldo Carnelosso

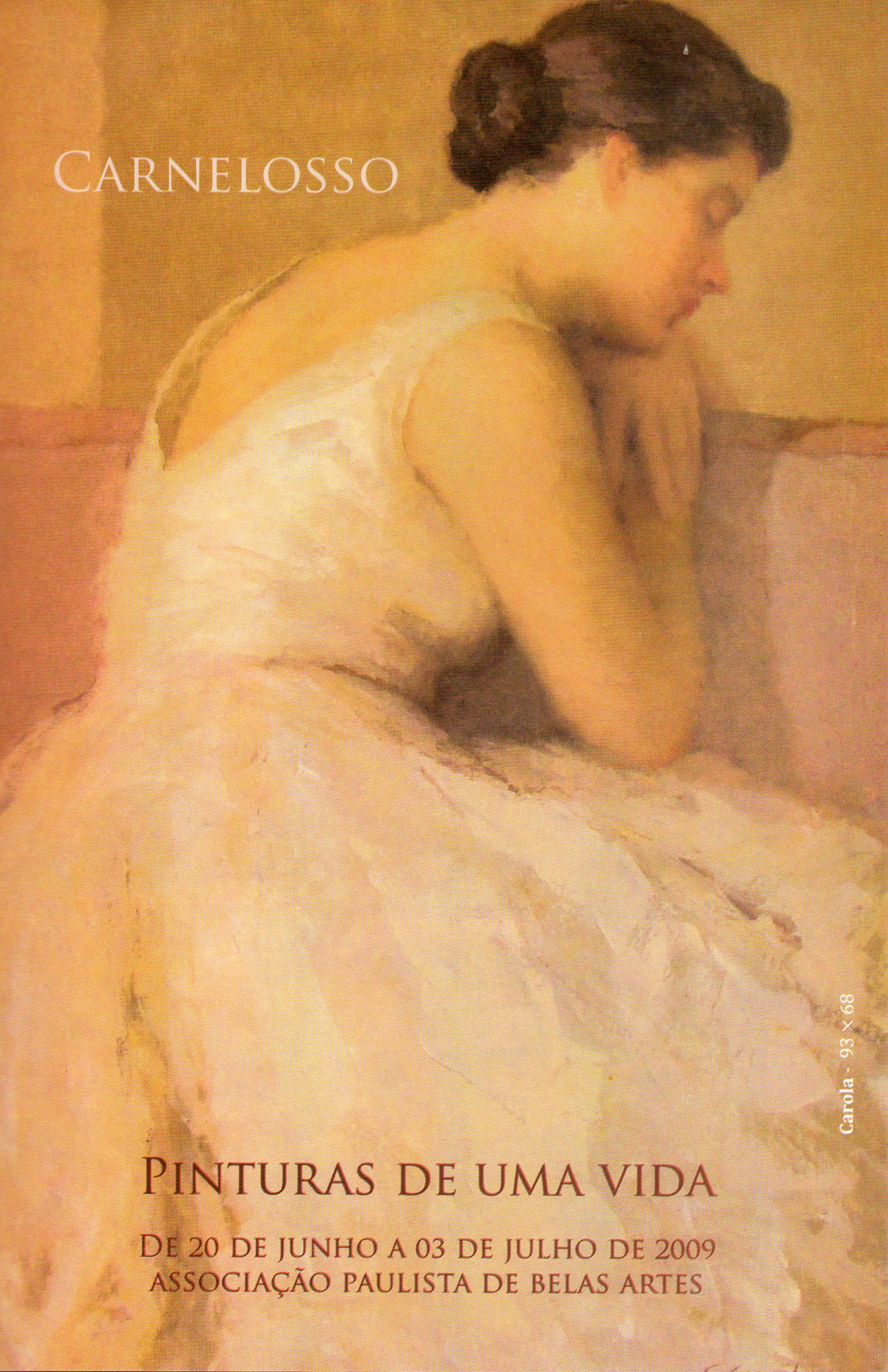
Figura descansando - Retrato da esposa do pintor. Década de 50 (óleo sobre tela).

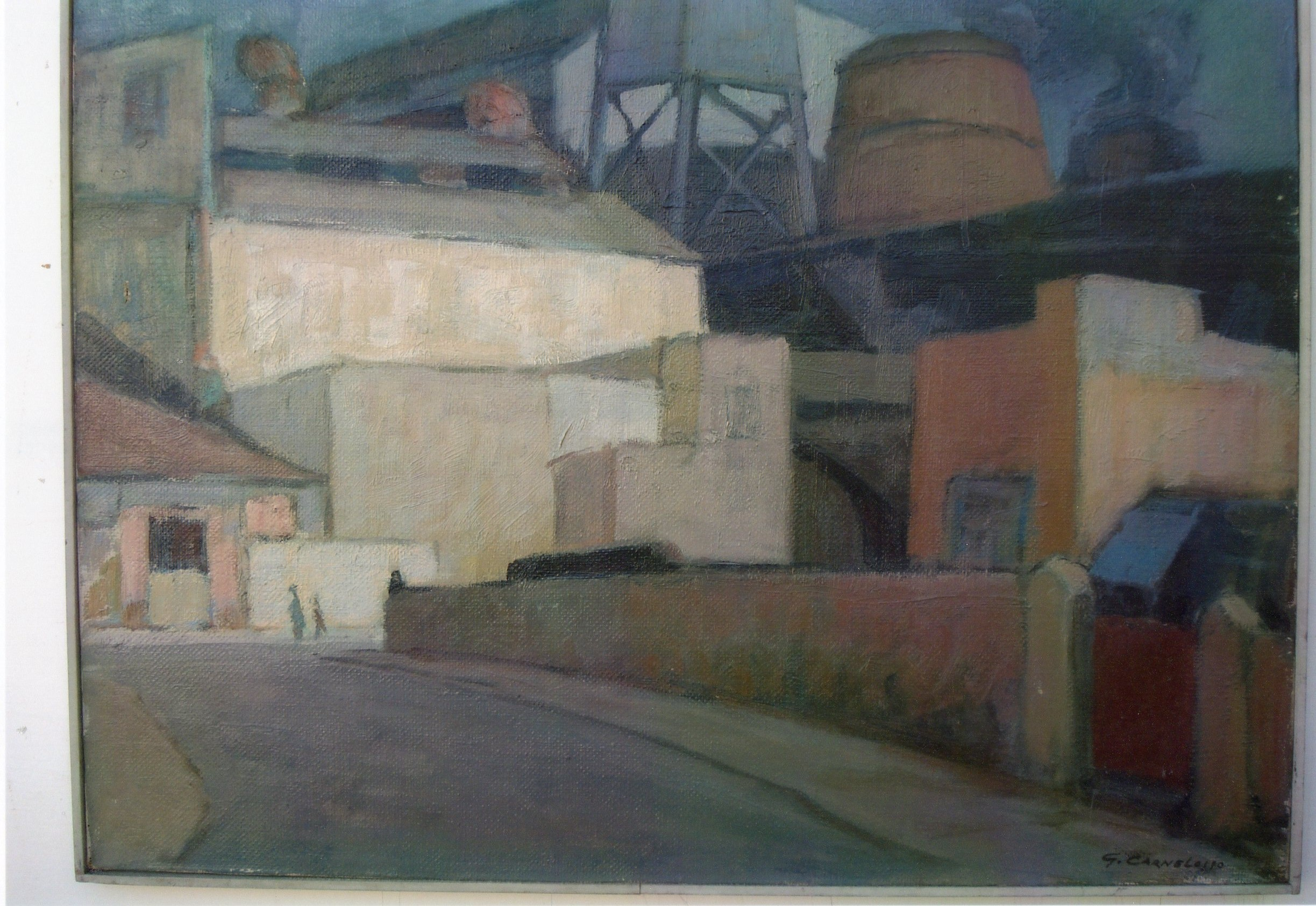
"Gasômetro" - São Paulo - Década de 50 - Óleo sobre Tela - 50cm x 65cm. Coleção G. Zorlini.

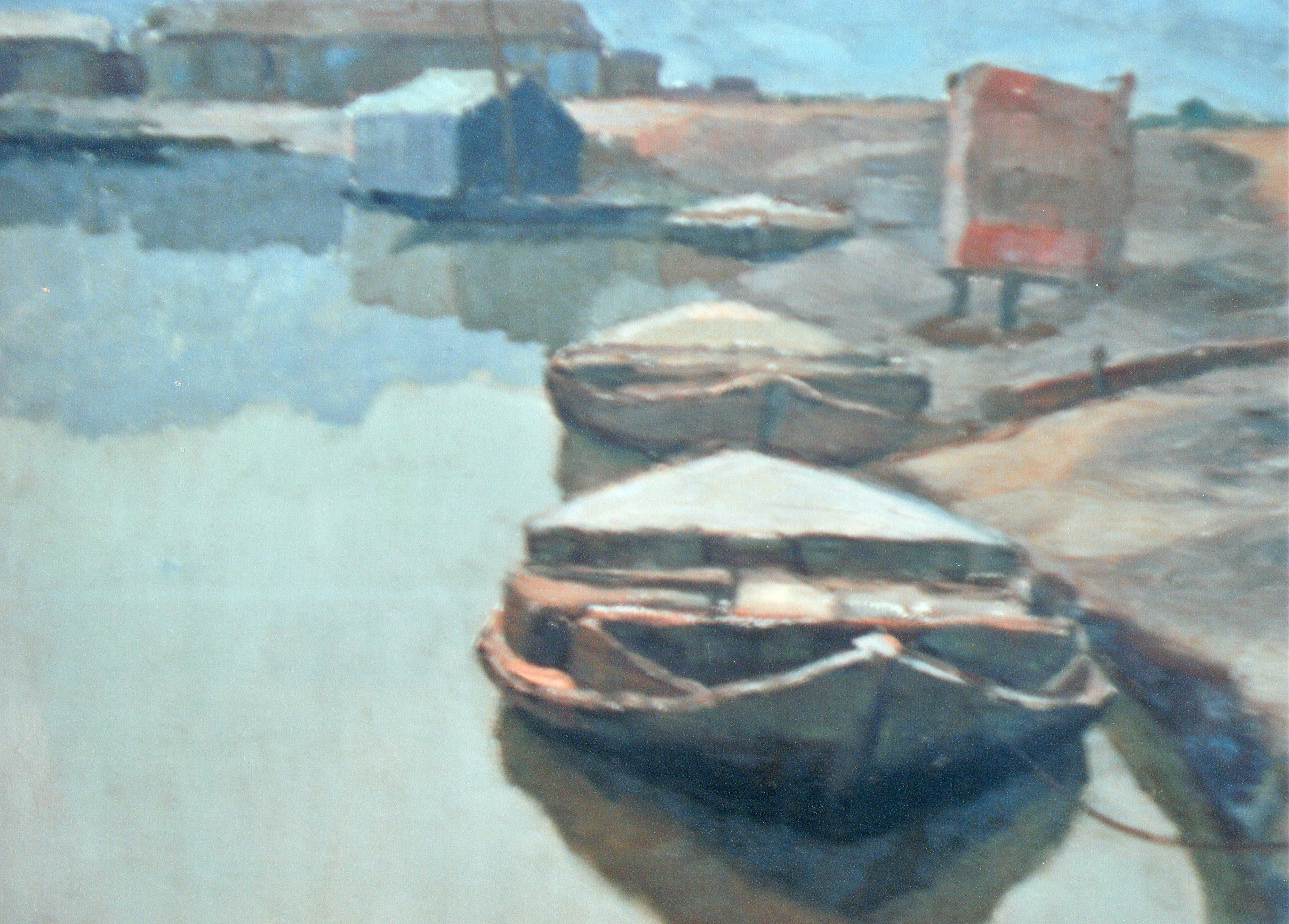
"Barcaças do Rio Tietê" - SP - Década de 40 - Óleo sobre tela - 50cm x 65cm. Coleção G. Zorlini.

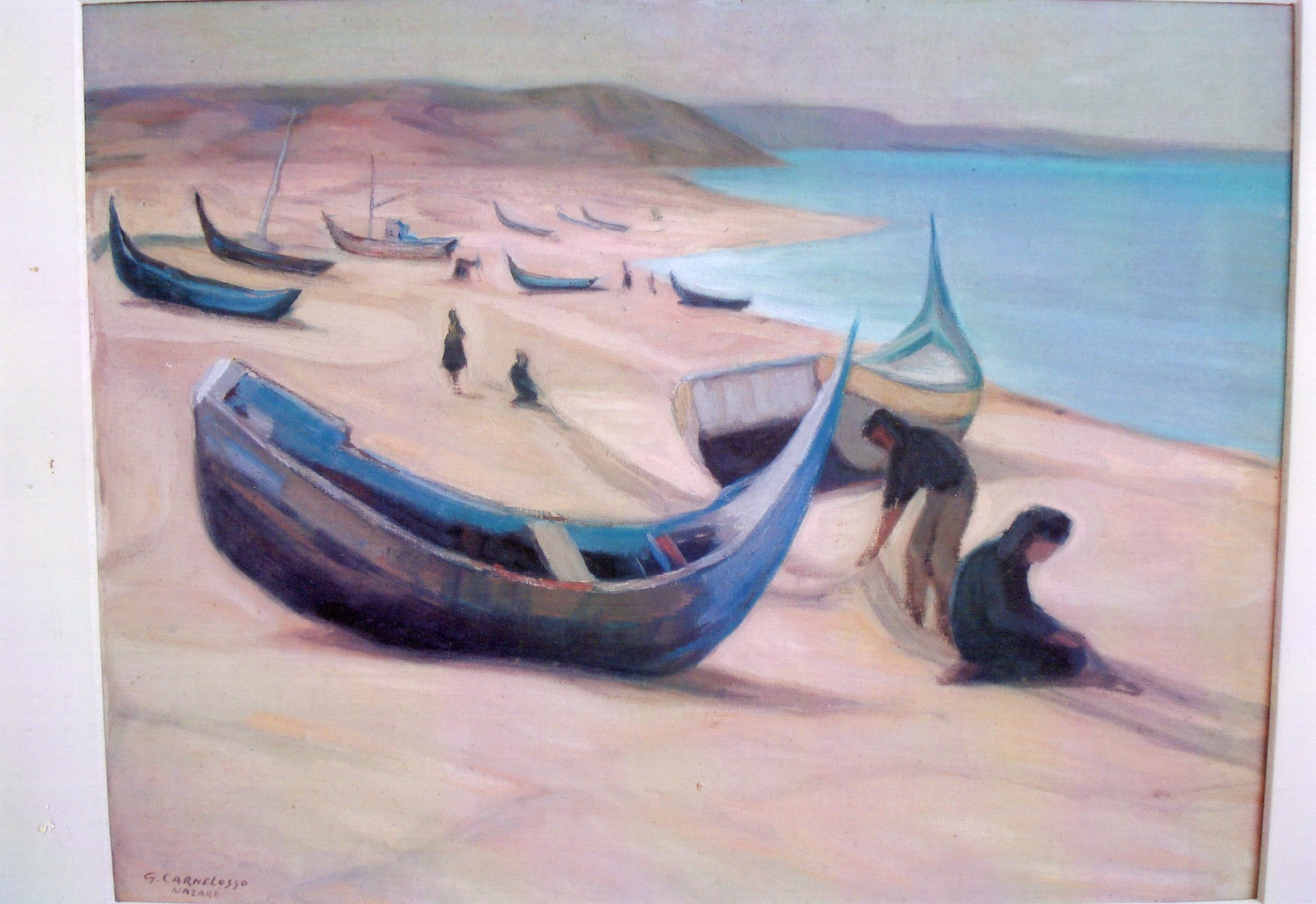
Praia de Nazaré - Portugal - 1970 - Óleo sobre tela - 50cm x 65cm. Coleção G. Zorlini.

Glycério Geraldo Carnelosso (Boa Esperança do Sul, 5 de dezembro de 1921 – São Paulo, 22 de setembro de 2009) foi um pintor brasileiro.
Fixou residência na cidade de São Paulo quando tinha dez anos de idade. Em 1934, aos treze anos, começou a pintar quadro encantado com a arte e com os pintores da época.

## Estudos e formação
De 1936 a 1941 frequentou o Instituto Profissional Masculino de São Paulo. Desenhos e pinturas na época com características acadêmicas devido a normas impostas pelos professores.
Em 1949, sofreu influência e teve aulas com o professor Giuseppe Barchitta. Começou a lidar com esculturas em argila e gesso com o escultor Laurindo Galante. Mais tarde, com o pintor Mário Zanini, dedicou-se à xilogravura.
Na década de 1940 dedicou-se a trabalhar na execução de medalhas comemorativas, bustos de personalidades, até os anos 1990.
Conheceu e frequentou por anos o ateliê do professor Angelo Simeone.

## Viagens
Viajou com frequência com os amigos Arcangelo Ianelli e Emídio Dias de Carvalho. Posteriormente, com o amigo Giancarlo Zorlini e companheiros, continuou a pintar os casarios, paisagens, marinhas, fazendo parte do grupo Tapir.
Em 1972 foi à Europa em companhia dos artistas trazendo um vasto material pitórico.
As viagens para Ouro Preto, Tiradentes, Diamantina, Paraty, litoral do estado de São Paulo em companhia com o grupo Tapir eram frequentes.

## Exposições

### Individuais
- Eucatexpo - São Paulo - 1973
- Associação Paulista de Belas Artes - "Pinturas de uma vida" - São Paulo - 2009

### Coletivas
- "Grupo Tapir" - Galeria F. Domingo - 1967 - São Paulo
- "Grupo Tapir" - Galeria Celui-Ci - 1968 - Santos
- Grupo Chácara Flora - Galeria Espade - 1977 - São Paulo
- Grupo Chácara Flora - Galeria Domus - 1978 - São Paulo
- Participante ativo dos salões oficiais de Belas Artes de São Paulo e Rio de Janeiro
- Participante ativo dos salões da Associação Paulista de Belas Artes, salão oficial de Santos, Piracicaba, e São Bernardo, e da Sociarte em São Paulo